# جام حذفی فوتبال اردن
جام حذفی فوتبال اردن جام حذفی فوتبال کشور اردن است. این رقابت‌ها در سال ۱۹۸۰ میلادی تاسیس شده است.